# Gustav Speth
Gustav Gustavovitch Speth (en russe Густа́в Густа́вович Шпет, rarement francisé en Goustav Chpet, d'après la prononciation russe ; né le 26 mars (7 avril) 1879 à Kiev dans l'Empire russe et mort le 16 novembre 1937 à Tomsk en URSS) est un philosophe, linguiste et traducteur russe. Élève d'Edmund Husserl, il introduisit la phénoménologie en Russie en l'adaptant.  

## Biographie
Il est le fils illégitime d'un officier de l'armée austro-hongroise - comte d'origine slovaque - et d'une aristocrate désargentée, Marcelline Speth, d'origine polono-allemande. Il termine en 1898 le lycée classique no 2 de garçons de Kiev et entre à la faculté de mathématiques et de physique de l'université impériale Saint-Vladimir de Kiev. Il participe à des mouvements de rébellion estudiantins, ce qui provoque son renvoi de l'université. Il doit quitter Kiev et n'y retourne qu'en 1901, cette fois-ci pour entrer à la faculté de lettres et d'histoire, en spécialisation de philosophie, qu'il termine en 1905. Sa dissertation de diplôme Kant a-t-il répondu aux questions de Hume ? lui vaut une médaille d'or. Elle est même publiée aux éditions de l'université. Entretemps, il s'est marié avec une actrice de théâtre, Maria Krestovskaïa.
Il travaille ensuite pendant deux ans dans des lycées privés et compte parmi ses élèves de terminale, Anna Gorenko (la future poétesse Anna Akhmatova), pendant l'année scolaire 1906-1907 au lycée de jeunes filles Foundoukleïeva de Kiev. À la rentrée 1907, il déménage à Moscou où il donne des cours dans plusieurs lycées et universités (dont les Cours Bestoujev). Il donne aussi des cours à Paris à la Sorbonne et à Édimbourg. En 1912-1913, il fait un stage à l'université de Göttingen, où il suit entre autres les cours d'Husserl en phénoménologie. Cela a pour résultat son ouvrage Phénomène et Sens (Явление и смысл) en 1914, où il présente sa propre interprétation des Idées directrices pour une phénoménologie pure et une philosophie phénoménologique de son maître.
Gustav Speth enseigne ensuite au lycée de jeunes filles Alfiorov, établissement connu pour les idées avancées et l'enseignement libéral qu'il dispensait. Il se marie en secondes noces avec une de ses anciennes élèves, Natacha Goutchkova. La thèse de Speth est intitulée L'Histoire comme problème de logique. Il la défend en 1916 à l'université de Moscou. La même année, il est nommé professeur des Cours d'enseignement féminin supérieur et dozent de l'université de Moscou.
En 1918, il se prépare à publier L'Herméneutique et ses problèmes («Герменевтика и её проблемы»), mais à cause des événements révolutionnaires, cet ouvrage n'est pas publié. Il ne le sera qu'en 1989—1991. En 1921, il est nommé membre de l'Académie russe des sciences artistiques, en 1924, il en devient le vice président. Il travaille à cette époque à son ouvrage L'Histoire comme problème de logique («История как проблемой логики»), et publie: La Forme interne du mot («Внутренняя форма слова»), Les Fragments esthétiques («Эстетические фрагменты»), Introduction à la psychologie ethnique («Введение в этническую психологию») etc.
En 1921, il dirige l'institut de philosophie scientifique qu'il a fondé. En 1932, il est nommé prorecteur de l'académie de maîtrise supérieure théâtrale (Академия высшего актёрского мастерства).

## Arrestation et mort
En 1935, Speth est arrêté dans la nuit du 14 au 15 mars. Après la fin de l'enquête dans le cadre de l'affaire Terekhine (affaire montée de toutes pièces par les services du NKVD), il est jugé selon les articles 58-10 et 58-11 du code criminel de l'URSS et condamné à cinq ans de relégation à Ienisseïsk, puis à sa demande à Tomsk. Il y fait la connaissance du professeur Nikolaï Kartachov également relégué, ainsi que de Nikolaï Erdmann. Il gagne sa vie en faisant des traductions, notamment de la correspondance de Schiller avec Goethe. Il traduit aussi La Phénoménologie de l'esprit de Hegel qui sera publiée en 1959.
Speth est arrêté le 27 octobre 1937 et accusé de participer à des organisations anti-soviétiques. Le 16 novembre 1937, Speth est fusillé.
Il est réhabilité post mortem, en 1956. Son jugement figure dans le roman de Mikhaïl Chichkine La Prise d'Izmaïl (Взятие Измаила).
La fille de Gustav Speth a fait don de manuscrits, de photographies et d'archives de son père au musée littéraire Chichkov de Tomsk, notamment de sa correspondance avec Pasternak (une des petites-filles de Speth a épousé le fils aîné de Boris Pasternak, Evgueni Pasternak).

## Œuvres
- Le Problème de la causalité chez Hume et chez Kant (Проблема причинности у Юма и Канта), 1907
- Phénomène et Sens (Явление и смысл), 1914
- L'Héritage philosophique de Yourkévitch (Философское наследство П. Д. Юркевича), 1915
- L'Histoire comme problème de logique (История как проблема логики), 1916
- La Conscience et son détenteur (Сознание и его собственник), 1916
- L'Herméneutique et ses problèmes (Герменевтика и её проблемы), 1918
- La Vision du monde philosophique de Herzen (Философское мировоззрение Герцена), 1921
- Description du développement de la philosophie russe (Очерки развития русской философии), 1922
- L'Anthropologisme de Lavrov à la lumière de l'histoire de la philosophie (Антропологизм Лаврова в свете истории философии), 1922
- Fragments esthétiques (Эстетические фрагменты), 1922-1923
- Introduction à la psychologie ethnique (Введение в этническую психологию), 1927
- La Forme interne du mot. Études et variations sur le thème de Humboldt (Внутренняя форма слова. Этюды и вариации на темы Гумбольда), 1927
- Les Sources de la thèse de Tchernychevski (Источники диссертации Чернышевского), 1929

Les œuvres complètes de Speth sont en cours de publication, y compris ses archives personnelles. Dix tomes sont publiés:
- Gustav Speth: Phénomène et Sens (Мысль и Слово), œuvres choisies / réd. T. G. Chedrina, Moscou, éd. РОССПЭН, 2005. — 688 pages.
- Gustav Speth: sa vie dans sa correspondance. Testament épistolaire (Густав Шпет: жизнь в письмах. Эпистолярное наследие) / id, 2005. — 719 pages.
- Gustav Speth: Philosopohia Natalis. Œuvres choisies psychologiques et pédagogiques (Philosophia Natalis. Избранные психолого-педагогические труды) / réd. id, 2006. — 624 pages.
- Gustav Speth: l'Art comme genre de connaissance. Œuvres choisies en philosophie de la culture (Шпет Г. Г. Искусство как вид знания. Избранные труды по философии культуры) / réd. id, 2007. — 712 pages.
- Gustav Speth: Description du développement de la philosophie russe, tome I (Шпет Г. Г. Очерк развития русской философии. I) / réd. id, 2008. — 592 pages.
- Gustav Speth: Description du développement de la philosophie russe, tome II. Matériaux. Reconstitution de Tatiana Chedrina (Шпет Г. Г. Очерк развития русской философии. II. Материалы. Реконструкция Татьяны Щедриной), Moscou, éd. РОССПЭН, 2009. — 864 pages.
- Gustav Speth: Philosophie critique: opinions, recensions, enquêtes ( Шпет Г. Г. Философская критика: отзывы, рецензии, обзоры) / réd. T. G. Chedrina, Moscou, éd. РОССПЭН, 2010. — 488 pages.
- Gustav Speth: Philosophie et Science: cours magistraux (Шпет Г. Г. Философия и наука: лекционные курсы) / id, 2010. — 496 pages.
- Gustav Speth: le Philosophe dans la culture. Documents et lettres (Густав Шпет: Философ в культуре. Документы и письма) / id, 2012. — 676 pages.
- Gustav Speth et le cercle shakespearien. Lettres, documents, traductions (Густав Шпет и шекспировский круг. Письма, документы, переводы) / réd. Tatiana G. Chedrina, Saint-Pétersbourg, éd. Pétroglyphe (Петроглиф), 2013. — 760 pages.

## Sources
- (de) Cet article est partiellement ou en totalité issu de l’article de Wikipédia en allemand intitulé « Gustav Speth » (voir la liste des auteurs).

- (ru) Cet article est partiellement ou en totalité issu de l’article de Wikipédia en russe intitulé « Шпет, Густав Густавович » (voir la liste des auteurs).